# Bissikrima
Bissikrima är en ort i Guinea.   Den ligger i prefekturen Dabola och regionen Faranah Region, i den centrala delen av landet, 300 km öster om huvudstaden Conakry. Bissikrima ligger 409 meter över havet och antalet invånare är 28 840.
Terrängen runt Bissikrima är varierad. Runt Bissikrima är det ganska glesbefolkat, med 25 invånare per kvadratkilometer. Bissikrima är det största samhället i trakten. I omgivningarna runt Bissikrima växer huvudsakligen savannskog.